# Erik de Zwaan
Erik de Zwaan (Amsterdam, 1949 – Kaapstad, 2 maart 1984) was een Nederlands gitarist, onder meer bij Wild Romance.
Hij speelt in een aantal van de bekendste bands in Groningen rond de tijd van het Groninger Springtij. Hij speelt onder meer in Parnassus, Herman Brood & His Wild Romance, Phoney & the Hardcore, The Meteors, Paul & André, Subway en The Streetbeats.
Hij is de eerste gitarist van Herman Brood & His Wild Romance met bassist Gerrit Veen en drummer Peter Walrecht die in die tijd veel in Groningse kroegen optraden, en hij speelt mee op de eerste demo uit 1975 met nummers zoals Pop it en Back in your love.
Als gitarist was hij de laatste jaren van zijn leven niet meer actief in bekende bands.
De Zwaan overleed op 34-jarige leeftijd nadat hij op bezoek was geweest bij een vriendin in Kaapstad. Enkele dagen voor zijn dood heeft hij in het ziekenhuis gelegen.